# Videbæk Station
56°5′41″N 8°38′19″Ø / 56.09472°N 8.63861°Ø
Videbæk Station var en dansk jernbanestation i Videbæk. Den var endestation på Skjern-Videbæk banen og blev bygget i forbindelse med anlægget af banen i 1918-20.
Stationen blev bygget 400 meter nord for Herning–Ringkøbing landevej i forventning om at banen skulle føres videre til Skive. I 1930 anlagde man Videbæk trinbræt ved Gammel Kongevej tættere på bymidten. Trinbrættet lå indenfor Videbæk stations indkørselssignal og altså på stationens område.
I stationens nordøstlige ende blev der opført en mindre remise med vandforsyningsanlæg og en drejeskive med en effektiv længde på 12,8 meter. Remisen var i brug så længe togene blev fremført af damplokomotiver, men blev ikke benyttet meget efter at driften blev motoriseret. Remisen blev nedrevet omkring 1950.
Stationen havde to spor for persontog og et omløbsspor med stikspor til enderampe.
Stationsbygningen blev tegnet af arkitekt Heinrich Wenck.

## Bemanding
Stationen var fra starten bemandet med en stationsforstander, en assistent og tre portører.

## Nedlæggelsen
Stationen og stationsarealet blev solgt efter nedlæggelse af persontrafikken på strækningen i 1955, og nye læssespor blev anlagt umiddelbart syd for landevejen. 

## Modelbane
Stationsbygningen har været forbillede for en model i størrelse 1:87 (HO) fra firmaet Heljan.